# クリス・アンダーソン (実業家)
クリス・アンダーソン（Chris Anderson、1957年 -  ）は、アメリカ合衆国の起業家であり、非営利団体・TEDの代表者でキュレーターである。イギリスのメディア企業・デジタル出版社フューチャー・パブリッシングの創業者。

## 略歴
イギリス人の両親のもと、パキスタンで生まれる。父が宣教眼科外科医として働いていたことから、パキスタン、インド、アフガニスタンで幼少期を過ごした。8年生まではウッドストック・スクールに通い、イギリスの公立学校に進学。
1978年、オックスフォード大学で哲学・政治・経済の学位を取得し、卒業した。その後はジャーナリストとしての訓練を受けていた。
1985年、フューチャー・パブリッシングを設立。20年間で同社は130以上の雑誌の扱いまでに拡大し、そのほとんどが情報技術に関連していた。1999年、フューチャー・パブリッシングはロンドン証券取引所に上場し、従業員数は1,500人で、最高時価総額は20億ドルを超えていた。
1994年にイギリスからアメリカのサンフランシスコに移住し、Imagine Mediaを設立。Business 2.0誌の発行者、およびゲームWebサイト・IGNの作成者であった。
2012年、キャリアを通じてイノベーションに大きく永続的に貢献した著名な経営者と評価され、エジソン功績賞を受賞した。

## TED
2001年、アンダーソンは財団を通じて非営利団体のTEDを買収した。TEDは買収された当時カリフォルニア州モントレーで開催されていたテクノロジー、エンターテイメント、デザインの分野の著名人による年次会議であった。また、アンダーソンはTEDの買収後にフューチャー・パブリッシングを退職した。
アンダーソンはTEDを科学や文化、学術、ビジネスなど、世界の重要な問題を含む様々トピックを網羅するように会議を拡大した。フォロープログラムを追加し、2018年時点では300人の卒業生がいる。また、「一度に1つのアイデアでどのように世界に変化を起こすことができるか」というビジョンからTed Prizeを創設し、2005年に初めて授与した。
2006年、TEDは講演の一部をインターネット上に投稿する実験を行った結果、バイラルな成功により、アンダーソンはこの組織について、オンライン動画を活用する情報発信の新時代の一環として「広める価値のあるアイデア」に特化した世界的なメディアイニシアティブとして位置づけ始めた。2015年6月には2,000回目の講演をインターネット上に公開した。講演は無料で視聴可能で、世界中のボランティアの協力により100以上の言語に翻訳されたものが公開されている。視聴者数は年間約10億回にまで達した。
2009年、アンダーソンは「徹底的なオープン性」戦略を継続させるためにTEDx イニシアティブを導入し、独自のTEDのようなイベントを企画したいと希望する地元の主催者に無料のライセンスを許可した。このようなイベントは 8,000回以上開催され、60,000件のTEDx講演のアーカイブが生成された。2012年にはTED-Edプログラムが開始され、無料の教育ビデオとツールが教師や生徒に提供された。
2016年5月、アンダーソンは人前で話すためのヒントとアドバイスについて書かれた本『TED Talks: The Official TED Guide to Public Speaker』を出版した。その本はニューヨーク・タイムズのベストセラーに選ばれた。

## 人物
アンダーソンはルーシー・エヴァンスと結婚するも、後に離婚した、ゾーイ、エリザベス、アンナの3人の子供がいた。ゾーイは、アンダーソンの自宅のバスルームに取り付けられていたボイラーからの一酸化炭素漏れが原因で2010年に24歳で死亡した。その後、現地の警察はボイラーを取り付けた男を過失致死容疑で逮捕した。
2008年には社会的投資ファンドのAcumen創業者兼CEOであるジャクリーン・ノボグラッツと結婚した。

## 著作
- クリス・アンダーソン『TED TALKS―記憶に残るプレゼンを生み出すTED公式ガイド』関 美和 (翻訳)、日経BP、2016年。ISBN 978-4822251659。